# Zambiaanse presidentsverkiezingen (2015)

De kiesdistricten gewonnen door Edgar Lungu zijn blauw gekleurd; de districten gewonnen door Hakainde Hichilema zijn rood gekleurd.

De Zambiaanse presidentsverkiezingen van 2015 vonden op 20 januari plaats. Het ware vervroegde verkiezingen omdat president Michael Sata op 28 oktober 2014 in het ambt was overleden. Na zijn overlijden was Sata tijdelijk opgevolgd door Guy Scott, de vicepresident van het land. De verkiezingen van 20 januari werden gehouden voor het resterende deel van Sata's ambtstermijn.
De regeringspartij Patriotic Front (PF) wees Edgar Lungu aan als kandidaat. Zijn voornaamste tegenstrever was Hakainde Hichilema (UPND). Met een zeer klein verschil van iets meer dan 27.500 stemmen won Lungu de verkiezingen. Hichilema meende dat er gefraudeerd was maar riep zijn achterban op om kalmte te bewaren.
| Kandidaat                         | Kandidaat                         | Partij                                | Stemmen   | %      |
| --------------------------------- | --------------------------------- | ------------------------------------- | --------- | ------ |
|                                   | Edgar Lungu                       | Patriotic Front                       | 807.925   | 48,84  |
|                                   | Hakainde Hichilema                | United Party for National Development | 780.168   | 47,16  |
|                                   | Overige kandidaten                | -                                     | 66.256    | 4,02   |
| Ongeldige stemmen/ blanco stemmen | Ongeldige stemmen/ blanco stemmen | Ongeldige stemmen/ blanco stemmen     | 17.313    | 1,04   |
| Totaal                            | Totaal                            | Totaal                                | 1.654.349 | 100,02 |
| Geregistreerde kiezers/ opkomst   | Geregistreerde kiezers/ opkomst   | Geregistreerde kiezers/ opkomst       | 5.166.084 | 32,36  |
| Bron: EISA Zambia                 |                                   |                                       |           |        |

## Afbeeldingen

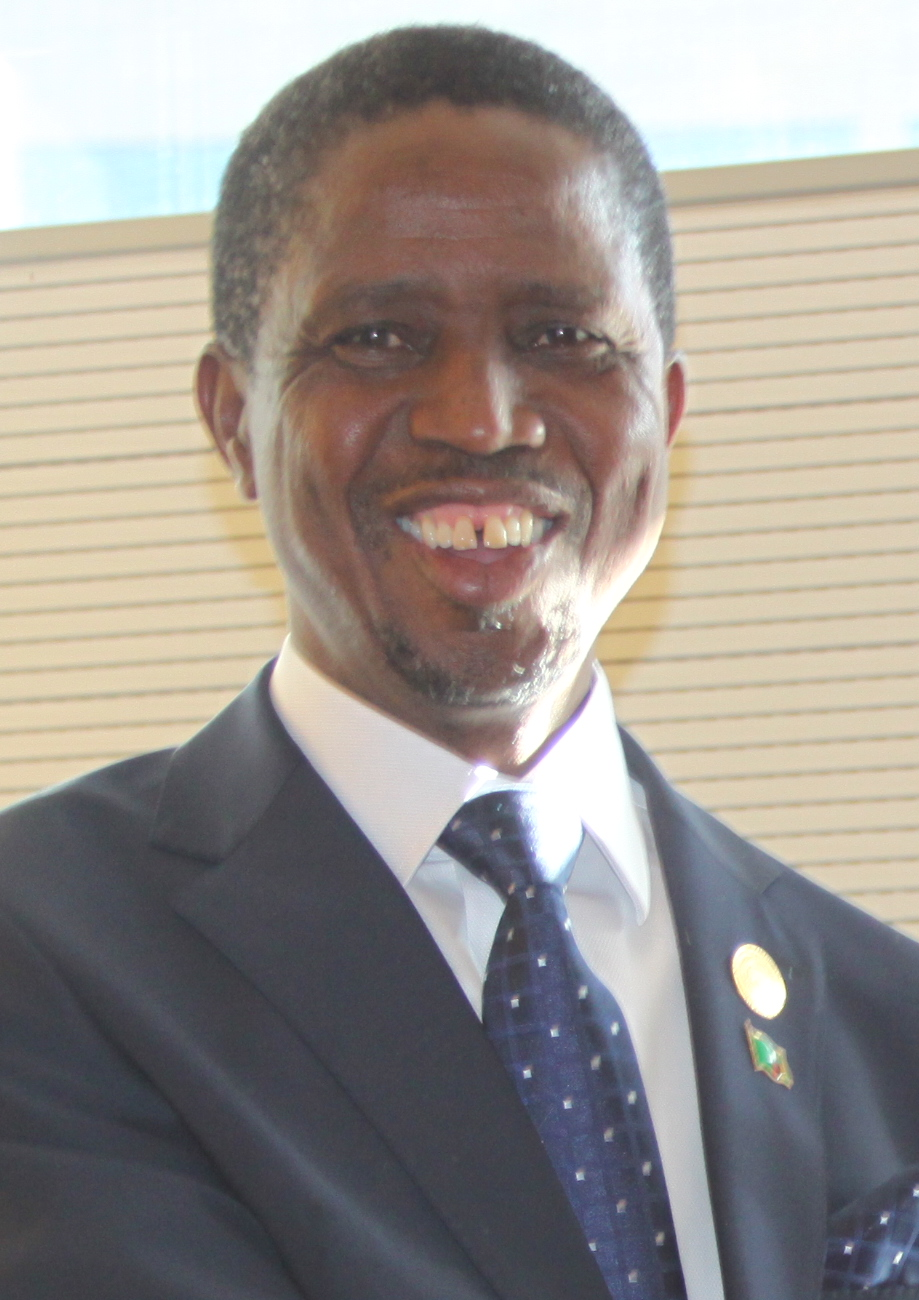
Zittend president Edgar Lungu won de presidentsverkiezingen met 48,84% van de stemmen
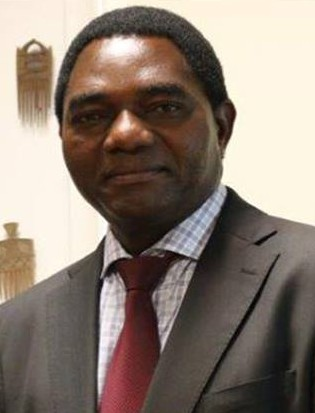
Tegenstander Hakainde Hichilema ("HH") verloor met 47,16% van de stemmen

Presidentsverkiezingen: 1968 · 1973 · 1978 · 1983 · 1988 · 1991 · 1996 · 2001 · 2006 · 2008 · 2011 · 2015 · 2016 · 2021

Parlementsverkiezingen: 1968 · 1973 · 1978 · 1983 · 1988 · 1991 · 1996 · 2001 · 2006 · 2011 · 2016 · 2021

Referenda: 1969 · 2016